# Tornei Inicial e Final
Il Torneo Inicial e il Torneo Final (in italiano Torneo Iniziale e Torneo Finale) sono state le due fasi in cui si è articolata la stagione calcistica del campionato argentino tra il 2012 e il 2014.
Questa formula, che ha sostituito quella storica di Apertura e Clausura, prevedeva una finale da giocare in gara unica tra le vincenti delle due fasi.

## Formula
La formula prevedeva lo svolgimento di due tornei, Inicial e Final, di 19 incontri ciascuno. Ogni torneo nominava una squadra vincitrice; tuttavia, diversamente da quanto accadeva nei campionati di Apertura e Clausura, al termine della stagione veniva disputata una finale in gara unica tra le vincitrici del Torneo Inicial e del Torneo Final, da giocarsi in campo neutro. La vittoria di uno dei due tornei comportava l'automatica qualificazione alla successiva edizione della Copa Libertadores.
Se due squadre giungevano a pari punti al primo posto al termine di uno dei due tornei, veniva giocato uno spareggio per definire il vincitore; in caso di parità tra più di due squadre, venivano considerati i seguenti parametri in ordine gerarchico:
1. Vittorie negli scontri diretti
2. Differenza reti negli scontri diretti
3. Maggior numero di gol segnati negli scontri diretti
4. Differenza reti durante il torneo
5. Maggior numero di gol segnati durante il torneo
6. Differenza reti assoluta
7. Sorteggio